# Swiss Open Gstaad 2024
Swiss Open Gstaad 2024, oficiálně EFG Swiss Open Gstaad 2024, byl tenisový turnaj na mužském profesionálním okruhu ATP Tour hraný v areálu s centrální arénou Roye Emersona. Padesátý šestý ročník Swiss Open probíhal mezi 15. a 21. červencem 2024 ve švýcarském Gstaadu na otevřených antukových dvorcích.
Turnaj dotovaný 651 865 eury patřil do kategorie ATP Tour 250. Nejvýše nasazeným hráčem ve dvouhře se stal jedenáctý tenista světa Stefanos Tsitsipas z Řecka, kterého v semifinále vyřadil Berrettini. Jako poslední přímý účastník do singlové soutěže nastoupil slovenský 130. hráč žebříčku Lukáš Klein.
V důsledku invaze Ruska na Ukrajinu na konci února 2022 řídící organizace tenisu ATP, WTA a ITF s grandslamy rozhodly, že ruští a běloruští tenisté mohli dále na okruzích startovat, ale do odvolání nikoli pod vlajkami Ruska a Běloruska.
Devátý singlový titul na okruhu ATP Tour vybojoval 28letý Ital Matteo Berrettini, který se vrátil první světové padesátky. Čtyřhru ovládli Ind Juki Bhambri s Francouzem Albanem Olivettim, kteří získali druhou párovou trofej.

## Rozdělení bodů a finančních odměn

### Rozdělení bodů
| Soutěž       | Soutěž | vítězové | finalisté | semifinalisté | čtvrtfinalisté | 16 v kole | 32 v kole | Q  | Q2 | Q1 |
| ------------ | ------ | -------- | --------- | ------------- | -------------- | --------- | --------- | -- | -- | -- |
| dvouhra mužů | [ 1 ]  | 250      | 165       | 100           | 50             | 25        | 0         | 13 | 7  | 0  |
| čtyřhra mužů | [ 5 ]  | 250      | 150       | 90            | 45             | 0         | —         | —  | —  | —  |

Vysvětlivky
1. ↑  Nasazení s volným losem do druhého kola v případě prohry neobdrželi žádné body.'"`UNIQ--ref-00000011-QINU`"'

### Finanční odměny
| Soutěž                                  | Soutěž      | vítězové | finalisté | semifinalisté | čtvrtfinalisté | 16 v kole | 32 v kole | Q2      | Q1      |
| --------------------------------------- | ----------- | -------- | --------- | ------------- | -------------- | --------- | --------- | ------- | ------- |
| dvouhra mužů                            | [ 1 ] [ 6 ] | 88 125 € | 51 400 €  | 30 220 €      | 17 510 €       | 10 165 €  | 6 215 €   | 3 105 € | 1 695 € |
| čtyřhra mužů                            | [ 5 ]       | 30 610 € | 16 380 €  | 9 600 €       | 5 370 €        | 3 160 €   | —         | —       | —       |
| částky ve čtyřhrách jsou uvedeny na pár |             |          |           |               |                |           |           |         |         |

## Mužská dvouhra

### Nasazení
| Stát                            | Hráč                    | ATP | Nasazení |
| ------------------------------- | ----------------------- | --- | -------- |
| Řecko                           | Stefanos Tsitsipas      | 11. | 1.       |
| Francie                         | Ugo Humbert             | 16. | 2.       |
| Kanada                          | Félix Auger-Aliassime   | 17. | 3.       |
| Argentina                       | Tomás Martín Etcheverry | 31. | 4.       |
| Německo                         | Jan-Lennard Struff      | 41. | 5.       |
| Itálie                          | Matteo Berrettini       | 59. | 6.       |
| Itálie                          | Fabio Fognini           | 94. | 7.       |
| Švýcarsko                       | Stan Wawrinka           | 95. | 8.       |
| Žebříček ATP k 1. červenci 2024 |                         |     |          |

### Jiné formy účasti
Následující hráči obdrželi divokou kartu do hlavní soutěže:
- Marc-Andrea Hüsler
- Leandro Riedi
- Dominic Stricker

Následující hráč nastoupil jako mimořádný náhradník:
- Dominic Thiem

Následující hráči postoupili z kvalifikace:
- Titouan Droguet
- Quentin Halys
- Gustavo Heide
- Juan Pablo Varillas

Následující hráč postoupil z kvalifikace jako šťastný poražený:
- Nicolas Moreno de Alboran

### Odhlášení
před zahájením turnaje
- Alex de Minaur → nahradil jej  Lukáš Klein
- Damir Džumhur → nahradil jej  Nicolas Moreno de Alboran
- Hubert Hurkacz → nahradil jej  Hamad Medjedović
- Nicolás Jarry → nahradil jej  Vít Kopřiva
- Tommy Paul → nahradil jej  Dominic Thiem

## Mužská čtyřhra

### Nasazení
| Stát                                                                       | Hráč               | Stát               | Hráč               | ATP  | Nasazení |
| -------------------------------------------------------------------------- | ------------------ | ------------------ | ------------------ | ---- | -------- |
| Spojené království                                                         | Jamie Murray       | Česko              | Adam Pavlásek      | 63.  | 1.       |
| Mexiko                                                                     | Santiago González  | Tunisko            | Skander Mansouri   | 74.  | 2.       |
| Indie                                                                      | Juki Bhambri       | Francie            | Albano Olivetti    | 101. | 3.       |
| Kolumbie                                                                   | Nicolás Barrientos | Spojené království | Luke Johnson       | 119. | 4.       |
| Nizozemsko                                                                 | Sander Arends      | Nizozemsko         | Robin Haase        | 134. | 5.       |
| Monako                                                                     | Romain Arneodo     | Rakousko           | Sam Weissborn      | 148. | 6.       |
| Nizozemsko                                                                 | Matwé Middelkoop   | Ukrajina           | Denys Molčanov     | 155. | 7.       |
| Německo                                                                    | Andre Begemann     | Rumunsko           | Victor Vlad Cornea | 162. | 8.       |
| Žebříček ATP k 1. červenci 2024; číslo je součtem umístění obou členů páru |                    |                    |                    |      |          |

### Jiné formy účasti
Následující páry obdržely divokou kartu do hlavní soutěže:
- Félix Auger-Aliassime /  Dominic Stricker
- Marc-Andrea Hüsler /  Leandro Riedi

## Přehled finále

### Mužská dvouhra
- Matteo Berrettini vs.  Quentin Halys, 6–3, 6–1

### Mužská čtyřhra
- Juki Bhambri /  Albano Olivetti vs.  Ugo Humbert /  Fabrice Martin, 3–6, 6–3, [10–6]